# Chudy i inni
Pour plus de détails, voir Fiche technique et Distribution.
Chudy i inni est un film polonais réalisé par Henryk Kluba, sorti en 1967.
Le film a été tourné pendant la construction du barrage de Solina et, entre autres, sur le pont situé devant le barrage sur la route régionale 895.

## Fiche technique
- Titre : Chudy i inni
- Réalisation : Henryk Kluba
- Scénario : Wiesław Dymny
- Musique : Wojciech Kilar
- Son : Mikołaj Kompan-Altman
- Photographie : Wiesław Zdort
- Montage : Mirosława Garlicka
- Pays :  Pologne
- Format : Noir et blanc
- Genre : Drame
- Durée : 91 minutes
- Dates de sortie : 
  - Pologne : 24 février 1967

## Distribution
- Wiesław Gołas : Józef Gadulok, surnommé Chudy
- Marian Kociniak : Partyjny
- Franciszek Pieczka : Tomasz Waliczek, surnommé Kosa
- Mieczysław Stoor : Byk
- Ryszard Filipski : Ślązak
- Wiesław Dymny : Paweł, surnommé Mały
- Ryszard Pietruski : Pryszczaty
- Edward Rączkowski : Stary
- Krystyna Chmielewska : infirmière Ewa
- Leon Niemczyk : rédacteur
- Tadeusz Schmidt : brigadier
- Zdzisław Leśniak : acteur jouant le bouffon
- Stanisław Bieliński : chef de chantier
- Andrzej Girtler : acteur jouant le roi Lear
- Janusz Sykutera : milicien